# Доннер, Роберт
Ро́берт До́ннер (англ. Robert Donner; 27 апреля 1931, Нью-Йорк, Нью-Йорк — 8 июня 2006, Шерман-Окс, Калифорния) — американский актёр кино и телевидения.

## Биография
Роберт Доннер родился 27 апреля 1931 года в Нью-Йорке, но вырос в Техасе. Четыре года отслужил в ВМС. Впервые на экране появился в возрасте 28 лет — он исполнил эпизодическую роль без указания в титрах в фильме «Рио Браво» (1959).
В 1982 году Доннер женился на женщине по имени Джилл Шерман, пара прожила в браке до самой смерти актёра.
Роберт Доннер скончался 8 июня 2006 года в Лос-Анджелесе от аритмии.
В 2008 году Доннер номинировался (посмертно) на премию TV Land Award в категории «Сосед, которого вы хотели бы избежать» за роль Эксидора в сериале «Морк и Минди» (1978—1982), но не выиграл награды.

## Избранная фильмография
За свою кино-карьеру длиной 47 лет Роберт Доннер снялся в 134 фильмах и сериалах.

### Широкий экран
- 1963 — Чокнутый профессор / The Nutty Professor — студент колледжа (в титрах не указан)
- 1964 — Приказы без приказов[англ.] / The Disorderly Orderly — интерн (в титрах не указан)
- 1965 — Красная линия 7000[англ.] / Red Line 7000 — Лерой Эджерс (в титрах не указан)
- 1966 — Агент для H.A.R.M.[англ.] / Agent for H.A.R.M. — служащий морга
- 1966 — Эльдорадо / El Dorado — Милт
- 1967 — Дух желает[англ.] / The Spirit Is Willing — Эбензер Туитчелл
- 1967 — Хладнокровный Люк / Cool Hand Luke — босс Коротышка
- 1967 — Проказница Каталина[англ.] / Catalina Caper — Фингерс О’Тул
- 1968 — Личный флот сержанта О’Фаррелла[англ.] / The Private Navy of Sgt. O'Farrell — рядовой моряк Огг
- 1968 — Скиду[англ.] / Skidoo — телефонист
- 1969 — Непобеждённые[англ.] / The Undefeated — Джадд Мейлер
- 1970 — Зигзаг[англ.] / Zig Zag — сержант Мейсон Уэбер
- 1970 — Чисам[англ.] / Chisum — Брэдли Мортон
- 1970 — Рио Лобо / Rio Lobo — Уайти Картер
- 1971 — Исчезающая точка / Vanishing Point — помощник шерифа Коллинс
- 1971 — Ещё один поезд для ограбления[англ.] / One More Train to Rob — шериф Адамс
- 1971 — Парад дураков[англ.] / Fools' Parade — Уиллис Хаббард
- 1971 — Кое-что большое[англ.] / Something Big — Энджел Мун
- 1973 — Наездник с высоких равнин / High Plains Drifter — проповедник
- 1973 — Человек, который любил Танцующую Кошку[англ.] / The Man Who Loved Cat Dancing — Даб
- 1975 — Вкуси пулю / Bite the Bullet — репортёр
- 1975 — Выбери трудный путь[англ.] / Take a Hard Ride — Скейв
- 1976 — Последние крутые мужики[англ.] / The Last Hard Men — Ли Рой
- 1977 — Проклятая долина / Damnation Alley — стражник
- 1981 — Под радугой[англ.] / Under the Rainbow — наёмный убийца
- 1983 — Смертельно истеричная[англ.] / Hysterical — Ральф
- 1986 — Аллан Куотермейн и потерянный город золота / Allan Quatermain and the Lost City of Gold — Суарма
- 2006 — Крик совы[англ.] / Hoot — Кало

### Телевидение
- 1961, 1963, 1965 — Сыромятная плеть / Rawhide — разные роли (в 3 эпизодах)
- 1968, 1969, 1973 — Адам-12[англ.] / Adam-12 — разные роли (в 6 эпизодах)
- 1968, 1973, 1975 — Дымок из ствола / Gunsmoke — разные роли (в 3 эпизодах)
- 1970—1971 — Лесси / Lassie — Клэй Брэддок (в 2 эпизодах)
- 1971—1972 — По прозвищу Смит и Джонс[англ.] / Alias Smith and Jones — разные роли (в 3 эпизодах)
- 1972—1978 — Уолтоны / The Waltons — Янси Такер (в 19 эпизодах)
- 1973 — Ужас на высоте 37 000 футов[англ.] / The Horror at 37,000 Feet — диспетчер
- 1973, 1991, 1994 — Коломбо / Columbo — разные роли (в 3 эпизодах)
- 1974, 1975 — Человек на шесть миллионов долларов[англ.] / The Six Million Dollar Man — разные роли (в 2 эпизодах)
- 1975, 1978 — Удивительный мир Диснея[англ.] / The Wonderful World of Disney — разные роли (в 4 эпизодах)
- 1978 — Как был побеждён Запад[англ.] / How the West Was Won — мистер Эванс (в 3 эпизодах)
- 1978—1982 — Морк и Минди / Mork & Mindy — Эксидор (в 23 эпизодах)
- 1980, 1981 — Невероятный Халк[англ.] / The Incredible Hulk — разные роли (в 2 эпизодах)
- 1983—1986 — Каскадёры / The Fall Guy — разные роли (в 4 эпизодах)
- 1986, 1991 — Она написала убийство / Murder, She Wrote — разные роли (в 2 эпизодах)
- 1987—1988 — Фэлкон Крест / Falcon Crest — Такер Фикс (в 5 эпизодах)
- 1987, 1989, 1990 — Секретный агент Макгайвер / MacGyver — разные роли (в 4 эпизодах)
- 1994 — Нация пришельцев: Тёмный горизонт[англ.] / Alien Nation: Dark Horizon — шериф (в титрах не указан)
- 1995 — Легенда[англ.] / Legend — майор Чемберлейн Браун (в 5 эпизодах)